# جون فورت
جون فورت (بالإنجليزية: John Forte)‏ هو فنان ورسام توضيحي أمريكي، ولد في 6 أكتوبر 1918 في Rockaway, Queens ‏ في الولايات المتحدة، وتوفي في 20 مايو 1966.